# Schloss Ilpenstein

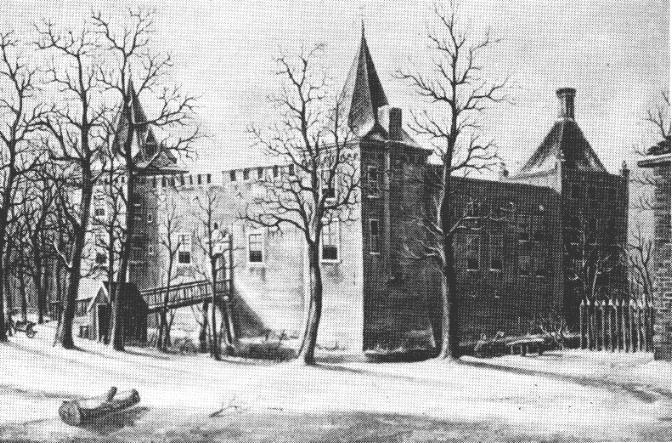
Fotografie des Schlosses Ilpenstein (zweite Hälfte 19. Jahrhundert)

Das Schloss Ilpenstein, auch Huis te Ilpendam oder Hof te Ilpendam genannt, ist der Name eines ehemaligen Schlosses, das im Norden der Stadt Amsterdam in Ilpendam (im sogenannten Waterland) lag.

## Geschichte

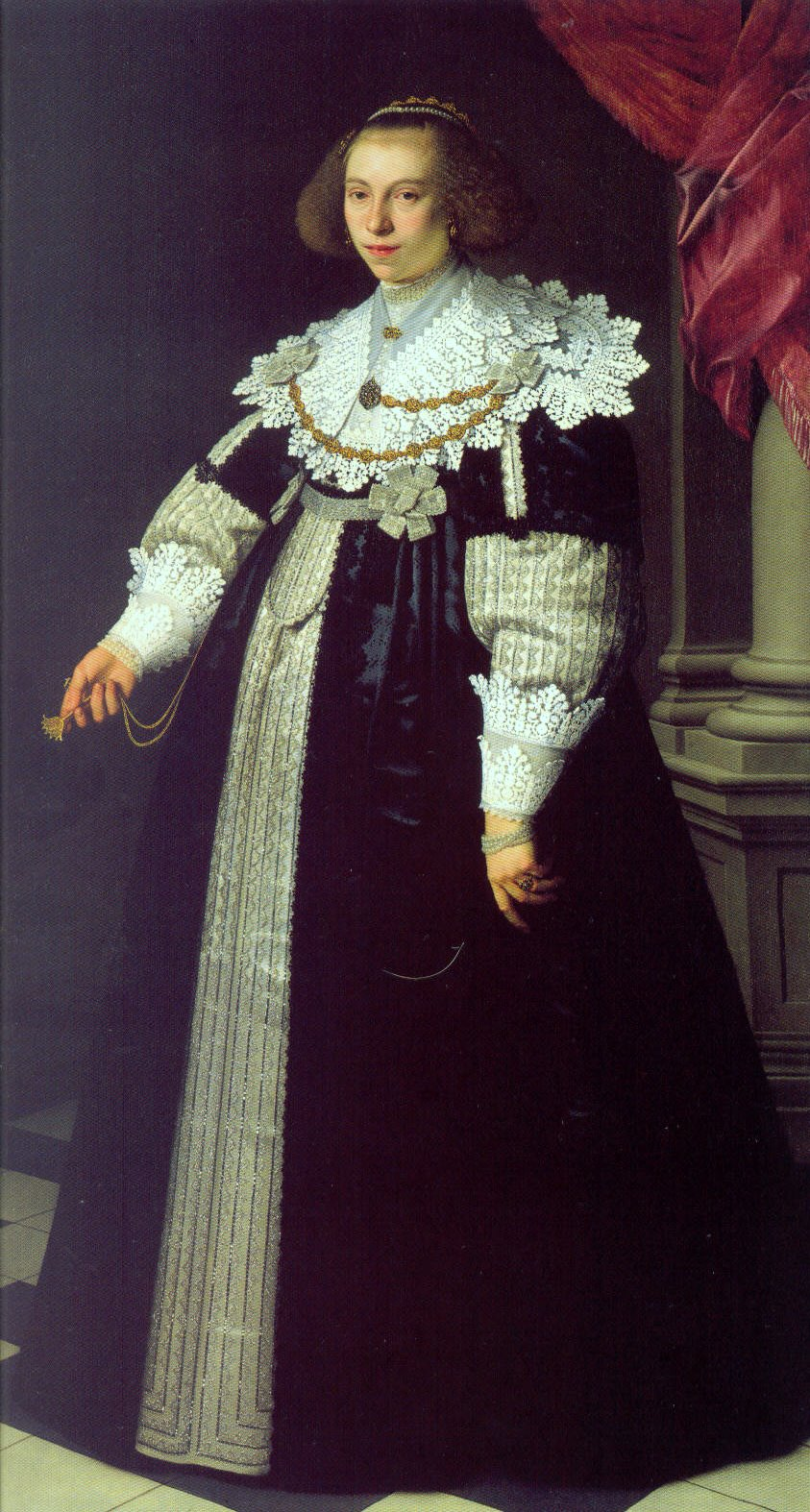
Catharina Hooft war ab 1678 Besitzerin des Schlosses Ilpenstein

Im Jahre 1618 erlangte der damalige Amsterdamer Regent Volkert Overlander die Hohe Herrlichkeit Purmerland und Ilpendam durch Kauf aus den Händen der Konkursmasseverwaltern der Grafen von Egmond. Schloss Ilpenstein wurde auf einer von den Spaniern im Achtzigjährigen Krieg aufgeworfenen Schanze erbaut. Der im Jahre 1622 vollendete Schlossbau stellte trotz seines befestigten Haupttores und dem Wassergraben, der das Schloss umgab, eher einen Landsitz als eine zu verteidigende Burg dar.
Nach dem Tod von Overlander kam die Herrlichkeit samt dem Schloss in die Hände seiner Witwe Geertruyd Jansdochter Hooft (1578–1636) und hernach an seine Tochter Maria Overlander van Purmerland (1603–1678) und deren Ehemann Frans Banning Cocq, der in der Darstellung als Kapitän von Rembrandts Gemälde Die Nachtwache weltberühmt wurde. Als Maria Overlander-Banning Cocq im Jahre 1678 verstarb, ging der Besitz durch Vererbung an Catharina Hooft, verehelichte De Graeff, über. 1690 gelangte die Herrlichkeit und das mit ihm verbundene Schloss in den Besitz ihres Sohnes Jacob de Graeff, in dessen Familie es bis in das Jahr 1872 blieb. Die letzten Schlossbewohner waren Christina Elisabeth de Graeff († 1872) und deren Ehemann Jacob Gerrit van Garderen († 1856). Im Jahr 1872 wurde das Schloss verkauft und kurz darauf abgerissen, um in neuerer Zeit der Mülldeponie der Gemeinde Ilpendam Platz zu geben.
Einige Schlossbewohner wurden in der Reformierten Kirche zu Ilpendam sowie in der Amsterdamer Oude Kerk beigesetzt.

## Ilpendamsches Archiv

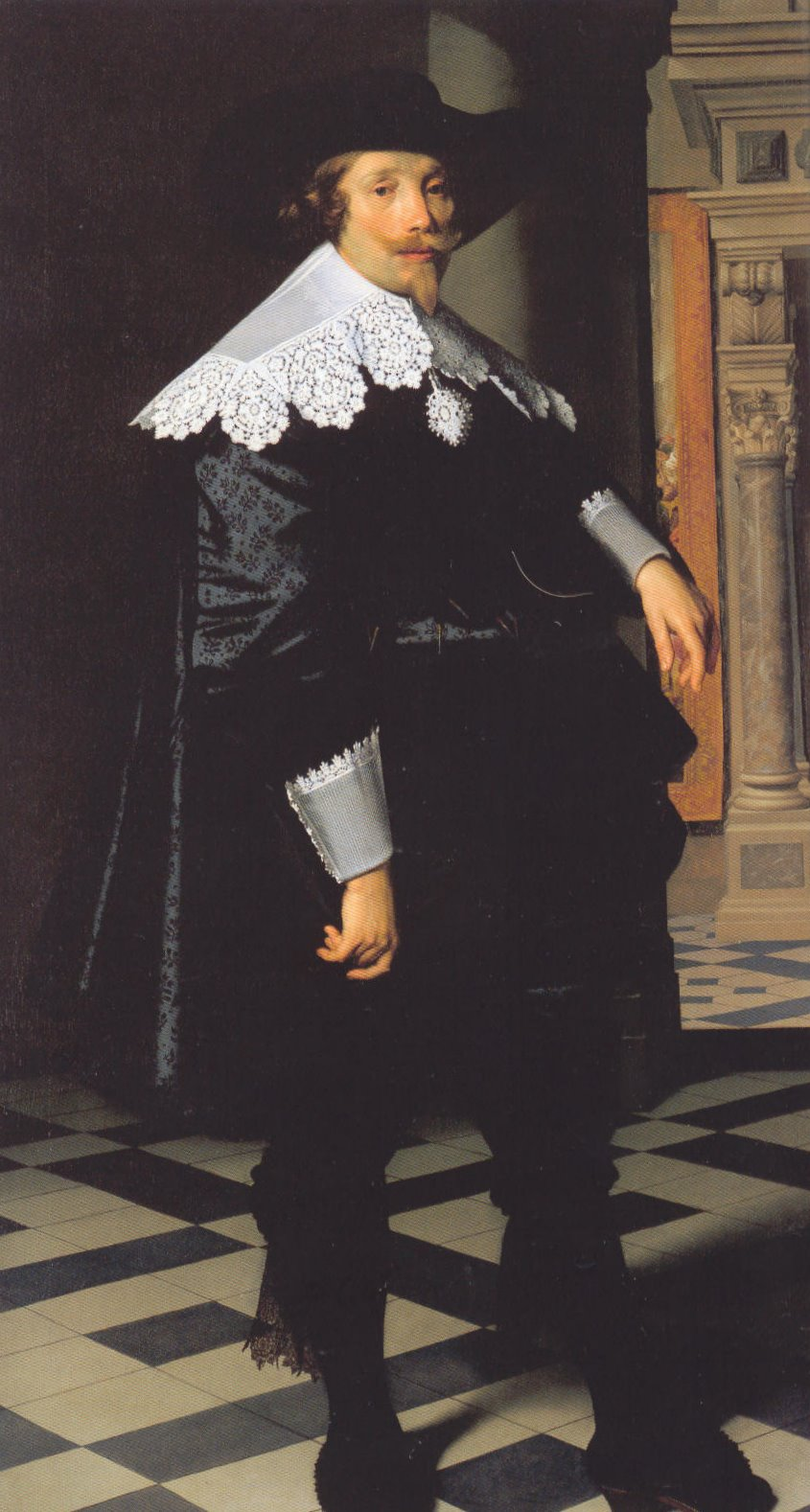
Cornelis de Graeff auf einem Gemälde N. E. Pickenoys von 1636 in der Gemäldegalerie Berlin

In Verbindung mit dem Besitz des Schlosses stand auch das Ilpendamsche Archief. Nach dem Verkauf und dem darauf erfolgten Abbruch des Schlosses gelangte dieses in die jeweilige Wohnstatt des Familienoberhauptes der Familie De Graeff, nach Amsterdam oder Den Haag. Das Archiv bestand aus zahlreichen Dokumenten, die unter anderem Briefe von Johan de Witt an dessen Cousin Pieter de Graeff zum Inhalt haben. Sie berichten über die Ausbildung von De Graeffs Großnichte Maria de Witt, die gemeinsam mit ihren vier Geschwistern unter der Vormundschaft von De Graeff stand. Gleichfalls beinhaltete das Archiv diverse Schriftstücke von De Witt und Cornelis de Graeff, die sich auf die Ausbildung des jungen oranischen Fürsten Wilhelm, dem späteren englischen König und niederländischen Statthalter, bezogen. Wilhelm von Oranien war in dieser Zeit unter die Vormundschaft von Cornelis de Graeff gestellt, und mit dessen Söhnen Pieter und Jacob befreundet. Auch von Hollands großem Dichter Joost van den Vondel befinden sich viele Loblieder und Gedichte auf die Familie De Graeff in der Sammlung des Archivs. Eine weitere Besonderheit des Ilpendamschen Archivs sind die Hochzeitsgedichte von Vondel und Gerard Brandt, welche diese anlässlich der Hochzeit von Pieter de Graeff und Jacobs Bicker auf Schloss Ilpenstein verfassten.

## Kunst- und Gemäldesammlung
Zur Sammlung auf Ilpenstein gehörten auch zahlreiche Gemälde, die Mitglieder der Familien De Graeff, Bicker, Overlander und Hooft zeigen, so zum Beispiel Nicolaes Eliaszoon Pickenoys Hochzeitsbildnisse von Cornelis de Graeff und Catharina Hooft, Artus Quellinus Marmorbüste von Andries de Graeff, Jacob van Ruisdaels Gemälde Ankunft des Cornelis de Graeff in Soestdijk oder Gerard ter Borchs Bildnisse von Jakob, Andries und dessen Sohn Cornelis.
Ein weiteres Objekt der Sammlung war die silberne Schaufel, mit der Jacob de Graeff den Grundstein zum Bau des Paleis op de Dam ausführte. Auch der Lehnstuhl, in dem Wilhelm der Schweiger während des Besuchs bei seinem Freund Dirck Jansz Graeff saß, befand sich in dieser Sammlung. All diese Gegenstände befinden sich heutzutage entweder im Rijksmuseum, der Berliner Gemäldegalerie oder in anderen öffentlichen Museen der Niederlande; auch der Mantel von Johan de Witt, in dem er in der Nacht vom 21. auf den 22. Juni 1672 von Jacob van der Graeff mit einem Messer an der Schulter verwundet wurde.

## Information
Die Daten zu diesem Artikel wurden aus der seit 2006 bestehenden Graeff Forschung von Matthias Laurenz Gräff übernommen.